# Rickmansworth
Rickmansworth is een plaats in het bestuurlijke gebied Three Rivers, in het Engelse graafschap Hertfordshire. De plaats telt 14.571 inwoners. Het plaatsje is aangesloten op het Londense metronetwerk. Station Rickmansworth ligt aan de Metropolitan Line, die Rickmansworth met centrum van Londen verbindt. 